# Particulier digitaal onderzoeker
Een particulier digitaal onderzoeker is iemand die gegevens vergaart, analyseert, reconstrueert en veiligstelt veelal ten behoeve van het oplossen of voorkomen van een digitaal misdrijf.
Digitaal rechercheren in ruime zin omvat alles wat te maken heeft met onderzoek en vastlegging in een computersysteem of een netwerk. Dit kan zijn digitaal onderzoek naar oneigenlijk gebruik van computersystemen en netwerken. Hierbij kun je denken aan hacking maar ook aan onderzoek naar ongewenste e-mails (spam) of oneigenlijk gebruik van het bedrijfsnetwerk.
Maar ook surveilleren op een netwerk, zoals internet, is iets wat onder het begrip digitaal rechercheren kan vallen. Digitaal rechercheren omvat ook fraudeonderzoek in digitale omgevingen (bijvoorbeeld internetfraude, PABX-fraude).

## Opleiding
Sinds 2005 is er in Nederland een officiële vierjarige mbo niveau 4-opleiding Particulier digitaal onderzoeker (voorheen: Particulier digitaal rechercheur). De opleiding kan op diverse roc's gevolgd worden. In de Wet Particuliere Beveiligingsorganisaties en Recherchebureaus (WPBR) staat dat voor het uitvoeren van recherchewerkzaamheden (ook digitale recherchewerkzaamheden vallen hieronder) een diploma Particulier onderzoeker verplicht is. De opleiding Particulier digitaal onderzoeker kent twee diploma's te weten: 
- diploma Particulier onderzoeker
- mbo-diploma Particulier digitaal onderzoeker

## Regels en bevoegdheden
Regels waaraan een Particulier digitaal onderzoeker in Nederland moet voldoen, worden onder andere gesteld in de Wet en de Regeling particuliere beveiligingsorganisaties en recherchebureaus en de Wet bescherming persoonsgegevens. Zo moet bijvoorbeeld de Minister van Justitie een vergunning geven om werkzaamheden uit te voeren. Particulier digitaal onderzoekers dienen zich voor wat betreft het gebruik van onderzoeksmethoden en -middelen houden aan de Privacygedragscode die door de Vereniging van Particuliere Beveiligingsorganisaties (VPB) is opgesteld en door de Minister van Justitie algemeen verbindend is verklaard voor alle vergunninghoudende onderzoeksbureaus. De privacygedragscode stelt - net als de Wet bescherming persoonsgegevens - onder andere dat zij niet zomaar allerhande gegevens mogen verzamelen en verwerken zonder dat daar een gerechtvaardigd doel mee wordt gediend.